# Mudd Club
Il Mudd Club era un night club nel quartiere TriBeCa a New York, inaugurato nell'ottobre del 1978 da Steve Mass, dal curatore d'arte Diego Cortez e dalla figura di spicco nella scena del downtown punk Anya Phillips. Situato al 77 di White Street nel centro di Manhattan, divenne presto un appuntamento fisso nella scena della musica underground e della controcultura della città fino alla sua chiusura avvenuta nel 1983.

## Storia
La scelta del nome trasse ispirazione da un celebre perseguitato, Samuel Alexander Mudd, il medico che curò John Wilkes Booth all'indomani dell'assassinio di Abraham Lincoln. Ha chiuso i battenti nel 1983.
In un primo momento, per assicurarsi il locale (un loft di proprietà dell'artista Ross Bleckner) in cui poter far sorgere il Mudd Club, Steve Mass presentò quella che poi divenne la futura discoteca come un luogo da adibire al cabaret. Dichiarerà successivamente che aveva a disposizione solamente quindicimila dollari per l'avviamento, un budget da night club irrisorio per quello che doveva essere l'antitesi dello Studio 54.